# Nawaf al-Fares
 (novembre 2022).
Nawaf al-Fares (en arabe : نواف فارس الصياح) est un ancien ambassadeur syrien en Irak qui a fait défection du gouvernement au pouvoir dirigé par Bachar al-Assad le 11 juillet 2012, lors du soulèvement syrien,.

## Carrière
Nawaf al-Fares est un vétéran du régime d'Assad et a occupé des postes de direction en tant que membre dirigeant du corps diplomatique syrien sous la présidence d'Hafez Assad. Il a été haut fonctionnaire de la branche régionale syrienne du parti Baas socialiste arabe dans la province de Deir al Zour. En outre, Fares a occupé des postes de sécurité supérieurs en Syrie. Il est également ancien gouverneur de province. Il a été gouverneur de trois gouvernorats importants : le gouvernorat de Lattaquié (jusqu'en 2000), le gouvernorat d'Idlib (nommé en 2000) et le gouvernorat de Quneitra.
Son mandat d'ambassadeur en Irak commence le 16 septembre 2008,. Il est ainsi le premier ambassadeur syrien à Bagdad depuis trente ans. Le 11 juillet 2012, il démissionne à la fois du parti Baas et de son poste d'ambassadeur de Syrie en Irak.

## Défection
Al Jazeera rapporte le 11 juillet 2012 que Fares a fait défection du gouvernement syrien. Sa défection est considérée comme un événement significatif pour l'avenir du soulèvement syrien. Le même jour, Fares publie une déclaration vidéo sur Facebook, affirmant que les forces gouvernementales syriennes tuent des civils et qu'il a rejoint les rangs de la révolution du peuple syrien. Il appelle en outre les membres de l'armée syrienne à rejoindre cette révolution et à sauver le pays et les citoyens. 
Le 12 juillet 2012, le ministre irakien des Affaires étrangères Hoshiyar Zebari déclare aux journalistes à Paris que Nawaf al Fares se trouve au Qatar.
Le 12 juillet 2012 également, le ministère syrien des Affaires étrangères et des expatriés à Damas publie une déclaration rejetant Fares. La déclaration affirme que Fares "a été relevé de ses fonctions" et "n'a plus aucun lien avec l'ambassade de Syrie à Bagdad". Il est en outre déclaré par le ministère qu'il devrait être puni en raison de ses "responsabilités juridiques et disciplinaires".
Dans son interview du 15 juillet 2012 sur CNN, Fares déclare qu'il a tenté de convaincre le gouvernement syrien de changer son approche envers le peuple et qu'une intervention militaire étrangère est nécessaire pour mettre fin au chaos en Syrie. Dans une interview à la BBC, Fares avertit que le gouvernement syrien utiliserait probablement des armes chimiques contre les rebelles et évoque la possibilité qu'il l'ait déjà fait.

## Vie privée
Fares est un musulman sunnite d'Abu Kamal, une ville de l'est de la Syrie près de Deir al Zor. Sa famille aurait notamment des origines de la tribu sunnite de la province irakienne d'Anbar, qui s'étend jusqu'au désert oriental de la Syrie. Il a été rapporté que Fares est le chef d'un clan important, Al Jarrah, dans la région d'Abu Kamal adjacente à l'Irak. Al Jarrah est une branche de la confédération tribale Al Uqaydat, la plus grande de l'est de la Syrie. Le clan compte près de 1,5 million de membres répartis sur 40 % de la Syrie et a des relations de parenté avec l'Arabie Saoudite, le Koweït et le Qatar. Il était puissant et proéminent en raison de sa légitimité, puisée dans l'affrontement contre les forces françaises dans les années 1940, et de la carrière de Fares au sein du gouvernement baasiste.